# Авіакатастрофа Су-34 у Волгоградський області

Надзвуковий винищувач-бомбардувальник Су-34 Військово-повітряних сил РФ розбився  27 липня 2024 року - на території у волгоградської області, у Росії. 
Су-34 (за кодифікації НАТО: Fullback — укр. Крайній захисник (футбол)) — радянський/російський всепогодний, двомісний винищувач-бомбардувальник, розроблений в ДКБ Сухого. Су-34 сконструйований для здійснення точних ракетно-бомбових ударів по наземних цілях противника в оперативній і тактичній глибині, а також для ураження повітряних цілей противника. Може розвивати швидкість до 1,9 тис. км/год на висоті до 14,6 км.

## Перебіг подій:
«Жителі Серафимовичського району, волгоградської області публікують фото та відео у соцмережах із димом над лісом. За даними Міноборони, Су-34 зазнав аварії під час виконання планового навчально-тренувального польоту. Екіпаж катапультувався, загрози життю льотчиків немає. Попередня причина падіння винищувача – технічна несправність», – інформує видання Baza , Радіо Свобода та інші  офіційні російські інформаційні агенції.